# Tatmadaw
Lực lượng Vũ trang Myanmar hay Quân đội Myanmar, còn được gọi là Tatmadaw trong tiếng Myanmar (tiếng Miến Điện: တပ်မတော်) là lực lượng quân sự của Myanmar (còn gọi là Miến Điện). Quân đội được quản lý bởi Bộ Quốc phòng và bao gồm các nhánh Lục quân, Hải quân và Không quân. Các nhánh phụ khác bao gồm Cảnh sát Myanmar, Dân quân Nhân dân và Lực lượng Biên giới còn được gọi là Na Sa Kha. Từ năm 2013 thì Lực lượng Biên giới không còn thuộc Các Lực lượng Vũ trang Myanmar. Riêng nhánh Cảnh sát thì do Bộ Nội vụ quản lý, dù vẫn là một bộ phận của Lực lượng Vũ trang Myanmar.

## Lịch sử

### Thời kỳ trước thuộc địa
Lực lượng vũ trang Hoàng gia là lực lượng vũ trang của chế độ quân chủ của Myanmar từ 9 đến thế kỷ thứ 19.Là quân đội của triều đại Pagan,Triều Ava, Triều Toungoo và Triều Konbaung theo thời gian. Quân đội là một trong những lực lượng vũ trang chính của Đông Nam Á cho đến khi bị Vương quốc Anh đánh bại những năm 60 của thế kỷ 19.
Quân đội đã được tổ chức thành quân đội thường trực nhỏ khoảng vài ngàn, bảo vệ thủ đô và cung điện, và quân đội nghĩa vụ dựa vào thời chiến.Chế độ nghĩa vụ dựa vào hệ thống ahmudan, yêu cầu người đứng đầu các địa phương phải cung cấp hạn ngạch xác định nam giới đủ điều kiện theo dân số trong thời chiến. Quân đội thời chiến cũng bao gồm tượng binh, kỵ binh, pháo binh và hải quân.
Súng được mua từ Trung Quốc vào cuối thế kỷ 14, trở thành vũ khí chiến lược qua nhiều thế kỷ. Súng hoả mai và pháo binh là 2 đơn vị đặc biệt đầu tiên, được trang bị súng hỏa mai và đại bác Bồ Đào Nha vào thế kỷ 16. Ngoài đơn vị đặc biệt, không có chương trình đào tạo chính thức cho lính nghĩa vụ thường xuyên,phải có kiến thức căn bản về phòng thủ, và sử dụng súng hoả mai. Khoảng cách công nghệ giữa cường quốc châu Âu được phát triển mạnh vào thế kỷ 18, quân đội phụ thuộc vào người châu Âu để mua vũ khí hiện đại hơn.
Trong khi quân đội được tổ chức riêng để chống lại quân đội của các nước láng giềng, công nghệ của châu Âu giảm dần theo thời gian. Trong khi đánh bại Bồ Đào Nha và Pháp xâm lược trong các thế kỷ 17 và 18, quân đội không thể ngăn bước tiến của Đế quốc Anh trong thế kỷ 19, thất bại sau ba cuộc chiến tranh Anh-Miến Điện. Ngày 1 tháng 1 năm 1886, chế độ quân chủ Miến Điện và quân đội Hoàng gia bị người Anh xóa bỏ.

### Thời kỳ thuộc địa (1824–1948)
Đế quốc Anh sử dụng Quân đội Ấn Độ và Gurkha để bình ổn và cai trị khu vực.Tại Tỉnh Miến Điện,Anh áp dụng cơ chế quân đội Ấn Độ kết hợp với quân bản địa là người thiểu số của Miến Điện như:Karen, Kachin và Chin.Chính quyền Anh không tin vào người Miến Điện.Trước 1937 chỉ có vài ngoại lệ,còn đâu không có Người Miến trong quân đội thuộc đia.
Vào đầu thế chiến thứ 1,Trung đoàn quân bản địa phục vụ trong Quân đội Ấn Độ chỉ có Trung đoàn bộ binh 70,và được chia thành 3 tiểu đoàn Karen,Kachin,Chin.Trong chiến tranh chính quyền Anh nới lỏng lệnh cấm,nâng cấp 1 tiểu đoàn trong Trung đoàn 70 lên thành 1 Đại đội súng trường 85 và 7 đại đội Cơ Vận tải.Ngoài ra còn 3 đại đội đặc công và mỏ đa phần là người Miến Điện và 1 đại đội trong Quân đoàn Tiên phong Hoàng gia đa phần là người Chin và Miến.Tất cả đều được hoạt động từ năm 1917 ở Miến Điện,Trung đoàn 70 đồn trú tại Ai Cập,Quân đoàn Tiên phong Hoàng gia đóng tại Pháp. 1 Đại đội phục vụ ở Lưỡng hà sông Tigris.
Khi chiến tranh kết thúc,chính quyền Anh ngừng tuyển dụng người Miến,và 1 đại đội bị giải tán vào năm 1925.Đại đội cuối cùng bị giải tán là Đại đội đặc công và mỏ vào năm 1929.Anh sử dụng Ấn Độ thuộc địa và dân tộc thiểu số trong quân đội để đàn áp các cuộc biểu tình và nổi loạn,đặc biệt là cuộc nổi dậy của nông dân Saya San vào năm 1930-1931.Các chính sách đã chia rẽ các dân tộc của Miến Điện trong thời gian dài.Vào ngày 1 tháng 4 năm 1937, Miến Điện trở thành thuộc địa riêng biệt, và Người Miến đã đủ điều kiện để nhập ngũ. Nhưng ít người Miến tham gia. Trước khi thế chiến II, quân đội Miến Điện thuộc Anh bao gồm Karen (27,8%), Chin (22,6%), Kachin (22,9%), và Miến 12,3%, không tính sĩ quan.
Vào tháng 12 năm 1942 một nhóm hoạt động độc lập thành lập Quân đội Độc lập Miến Điện (BIA)với sự hỗ trợ của Nhật Bản.Quân đội do Aung San lãnh đạo đứng về phe của Đế quốc Nhật Bản.Hàng ngàn thanh niên tham gia,ước tính có số lượng khoảng từ 15.000 đến 23.000. Đại đa số tân binh là người Miến, với ít người là dân tộc thiểu số. Nhiều người trong số các tân binh thiếu kỷ luật. Tại Myaungmya ở vùng đồng bằng Irrawaddy, một cuộc chiến tranh dân tộc đã nổ ra giữa BIA và Karen, cả hai bên đều chịu trách nhiệm về vụ thảm sát. BIA được thay thế bằng Quân đội Quốc phòng Miến Điện, được thành lập trên 26 tháng 8 năm 1942 với 3000 cựu binh BIA. Ngày 01 tháng 8 năm 1943 Quân đội trở thành Quân đội Quốc gia Miến Điện (BNA) với Ne Win là chỉ huy khi Miến Điện được độc lập trên danh nghĩa. Vào cuối năm 1944, có quân số khoảng 15.000 người.
Vỡ mộng với Nhật Bản,ngày 27 tháng 3 năm 1945 BNA chuyển phe gia nhập phe đồng minh chống phát xít.

### Thời kỳ sau Thế chiến đến nay
Tại thời điểm độc lập năm 1948,Tatmadaw yếu, nhỏ và bị chia rẽ. Những rạn nứt xuất hiện theo thành phần sắc tộc, liên minh chính trị, nguồn gốc tổ chức và dịch vụ khác. Sự can thiệp của người dân và chính trị gia vào lĩnh vực quân sự,và sự nhận thức khác biệt giữa sĩ quan tham mưu và chỉ huy trưởng đã làm gây mất đoàn kết và hoạt động.Nghiêm trọng nhất là căng thẳng giữa sĩ quan người Karen của Quân đội Anh Miến và sĩ quan người Miến của Lực lượng yêu nước Miến Điện (PBF).
Theo Hội nghị Kandy tháng 9 năm 1945,Tatmadaw được tổ chức lại bắng cách hợp nhất 2 lực lượng Quân đội Anh Miến và Lực lượng yêu nước Miến. Sĩ quan được chia sẻ bằng các cựu sĩ quan PBF, Quân đội Anh Miến và Tổ chức Dự bị Quân đội Miến Điện (ARBO). Anh thành lập "Lớp Tiểu đoàn" dựa trên các dân tộc,có 15 tiểu đoàn bộ binh tại thời điểm độc lập,4 trong số đó được tạo từ PBF.Các cựu sĩ quan PBF không có vị trí thế lực trong Bộ Chiến tranh và mệnh lệnh. Tất cả dịch vụ bao gồm kỹ sư quân sự, cung cấp và vận tải, khí tài và dịch vụ y tế, hải quân và không quân thuộc quyền chỉ huy của cựu sĩ quan ABRO và Quân đội Anh Miến.
| Tiểu đoàn                 | Thành phần Dân tộc/Quân đội                                                                                               |
| ------------------------- | --- |
| Bộ binh Miến Điện Số 1    | Người Miến (Cảnh sát + Thành viên du kích của Taungoo thành viên của nhóm Aung San PBF)                                   |
| Bộ binh Miến Điện Số 2    | 2 Đại đội Karen + Đại đội 1 Chin và 1 Đại đội Kachin                                                                      |
| Bộ binh Miến Điện Số 3    | Người Miến / Cựu thành viên của Lực lượng yêu nước Miến -Tư lệnh Thiếu tá Kyaw Zaw                                        |
| Bộ binh Miến Điện Số 4    | Người Miến / Cựu thành viên của Lực lượng yêu nước Miến -Tư lệnh Trung tá Ne Win                                          |
| Bộ binh Miến Điện Số 5    | Người Miến / Cựu thành viên của Lực lượng yêu nước Miến -Tư lệnh Trung tá Zeya                                            |
| Bộ binh Miến Điện Số 6    | Thành lập sau khi Aung San bị ám sát đầu năm 1947, Người Miến / Cựu thành viên của Lực lượng yêu nước Miến -Đứng đầu Zeya |
| Bộ binh Karen Số 1        | Người Karen / Cựu thành viên Quân đội Anh Miến và ABRO                                                                    |
| Bộ binh Karen Số 2        | Người Karen / Cựu thành viên Quân đội Anh Miến và ABRO                                                                    |
| Bộ binh Karen Số 3        | Người Karen / Cựu thành viên Quân đội Anh Miến và ABRO                                                                    |
| Bộ binh Kachin Số 1       | Người Kachin / Cựu thành viên Quân đội Anh Miến và ABRO                                                                   |
| Bộ binh Kachin Số 2       | Người Kachin / Cựu thành viên Quân đội Anh Miến và ABRO                                                                   |
| Bộ binh Chin Số 1         | Người Chin / Cựu thành viên Quân đội Anh Miến và ABRO                                                                     |
| Bộ binh Chin Số 2         | Người Chin / Cựu thành viên Quân đội Anh Miến và ABRO                                                                     |
| Trung đoàn Miến Điện Số 4 | Gorkha |
| Tiểu đoàn Chin Hill       | Người Chin |

Văn phòng chiến tranh được thành lập vào ngày 08 tháng 5 năm 1948 thuộc Bộ Quốc phòng và Văn phòng Hội đồng chiến tranh dưới sự quản lý của Bộ trưởng Bộ Quốc phòng.Đứng đầu Văn phòng chiến tranh là Tham mưu Trưởng, Phó Tham mưu trưởng, đứng đầu hải quân, đứng đầu không quân, Sĩ quan quản trị cao cấp và Chủ nhiệm tổng cục hậu cần. Phó Tham mưu trưởng (VCS), cũng là Tổng tham mưu trưởng và đứng đầu Văn phòng Tổng tham mưu. VCS giám sát các vấn đề Tổng tham mưu và có ba văn phòng chi nhánh: GS-1 hoạt động và Đào tạo, GS-2 nhân viên thuế và Kế hoạch; GS-3 tình báo. Quân đoàn tín hiệu và Quân đoàn kỹ thuật cũng chịu sự chỉ huy của Tổng tham mưu.
Ngày 14 tháng 4 năm 1948,Thông qua sắc lệnh quân sự Tổng Tham mưu trưởng thuộc Văn phòng chiến tranh và mang hàm cấp thiếu tướng.Sau đó được nâng lên hàm Trung tướng.Phó tổng tham mưu hàm Thiếu tướng.

#### Tổ chức lại 1956
Theo lệnh của Văn phòng Chiến tranh số (9) 1955 vào ngày 28 tháng 9 năm 1955, Tham mưu trưởng trở thành Tổng Tư lệnh, Tham mưu trưởng lục quân trở thành Phó Tổng Tham mưu (Lục quân), Tham mưu trưởng Hải quân trở thành Phó Tổng Tham mưu (Hải quân) và Tham mưu trưởng Không quân trở thành Phó Tổng Tham mưu (Không quân).
Ngày 1 tháng 1 năm 1956, Văn phòng Chiến tranh chính thức được đổi tên thành Bộ Quốc phòng. Tướng Ne Win trở thành Tổng Tham mưu trưởng đầu tiên của quân đội Miến Điện chỉ huy cả ba lực lượng - Lục quân, Hải quân và Không quân - lần đầu tiên dưới một tư lệnh thống nhất duy nhất.
Chuẩn tướng Aung Gyi được bổ nhiệm chức vụ Phó Tổng Tham mưu (Lục quân). Chuẩn tướng D. A Blake trở thành Tư lệnh Bộ Tư lệnh Quân khu Nam Miến (SBSD) và Chuẩn tướng Kyaw Zaw, thành viên trong "30 đồng chí", đã trở thành Tư lệnh của Bộ Tư lệnh Quân khu Bắc Miến (NBSD).

#### Thay mặt Chính phủ
Do tình hình chính trị suy thoái vào năm 1957, Thủ tướng Miến Điện, U Nu đã mời Tướng Ne Win thành lập "Thay mặt Chính phủ" và giao quyền cho ngày 28 tháng 10 năm 1958. Dưới sự quản lý của Chính phủ quân đội, các cuộc bầu cử quốc hội đã được tổ chức vào tháng 2/1960. Một số quan chức cao cấp và cấp cao đã bị miễn nhiệm do sự tham gia của họ và hỗ trợ các đảng chính trị khác nhau.
| Mã số  | Tên và cấp bậc          | Tư lệnh                                                         | Ngày      | Ghi chú                            |
| ------ | ----------------------- | --------------------------------------------------------------- | --------- | ---------------------------------- |
| BC3505 | Chuẩn tướng Aung Shwe   | Tư lệnh, Bộ Tư lệnh Quân khu Nam Miến                           | 13/2/1961 |                                    |
| BC3507 | Chuẩn tướng Maung Maung | Giám đốc học viện Đào tạo Quân sự/ Tư lệnh, Cao đẳng Quốc phòng | 13/2/1961 |                                    |
| BC3512 | Đại tá Aye Maung        | Lữ đoàn bộ binh số 2                                            | 13/2/1961 |                                    |
| BC3517 | Đại tá Tin Maung        | Lữ đoàn bộ binh số 12                                           | 13/2/1961 |                                    |
| BC3570 | Đại tá Hla Maw          | Lữ đoàn bộ binh số 5                                            | 13/2/1961 | Cha của Thein Hla Maw              |
| BC3572 | Đại tá Kyi Win          | Lữ đoàn bộ binh số 7                                            | 8/3/1961  |                                    |
| BC3647 | Đại tá Thein Tote       | Lữ đoàn bộ binh số 4                                            | 13/2/1961 |                                    |
| BC3181 | Trung tá Kyaw Myint     |                                                                 | 23/6/1962 | Lữ đoàn bộ binh số 10 // 13/2/1961 |
| BC3649 | Trung tá Chit Khaing    | Phó Tư lệnh, Trường Lực lượng Phối hợp                          | 13/2/1962 |                                    |

#### Đảo chính năm 1962
Năm 1960 U Nu tái đắc cử trở thành Thủ tướng và đảng Pyidaungsu tiếp tục dẫn dắt đất nước.
Ngày 2 tháng 3 năm 1962, Tổng Tham mưu trưởng Ne Win tiến hành đảo chính lật đổ chính phủ và thành lập "Hội đồng Liên minh Cách mạng"
| Tên và Cấp bậc               | Chức vụ quân đội               | Chức vụ Hội đồng | Ngày                    |
| ---------------------------- | ------------------------------ | ---------------- | ----------------------- |
| Đại tướng Ne Win BC 3502     | Tổng tham mưu trưởng           | Chủ tịch         | 2-3-1962 tới 1-3-1974   |
| Chuẩn tướng Aung Gyi BC 5458 | Phó Tổng tham mưu trưởng       | Thành viên       | 2-3-1962 tới 7-2-1963   |
| Chuẩn tướng Than Phay        | Phó tham mưu trưởng Hải quân   | Thành viên       | 2-3-1962 tới 22-5-1962  |
| Chuẩn tướng Tin Phay BC 3508 | Chủ tịch Lâm nghiệp            | Thành viên       | 2-3-1962 tới 14-11-1970 |
| Chuẩn tướng Tommy Clift      | Phó tham mưu trưởng Không quân | Thành viên       | 2-3-1962 tới 2-11-1964  |
| Chuẩn tướng San Yu BC 3569   | Tư lệnh khu vực Tây Bắc        | Thành viên       | 2-3-1962 tới 2-3-1974   |
| Chuẩn tướng Sein Win BC 3525 | Tư lệnh khu vực Trung tâm      | Thành viên       | 2-3-1962 tới 2-3-1974   |
| Đại tá Kyi Maung BC 3516     | Tư lệnh khu vực Tây Nam        | Thành viên       | 2-3-1962 tới 12-3-1963  |
| Đại tá Maung Shwe BC 3575    | Tư lệnh khu vực Đông           | Thành viên       | 2-3-1962 tới 22-9-1972  |
| Đại tá Thaung Kyi BC 3523    | Tư lệnh khu vực Đông Nam       | Thành viên       | 2-3-1962 tới 2-3-1974   |
| Đại tá Than Sein BC 3574     | Đai tá Tham mưu                | Thành viên       | 2-3-1962 tới 2-3-1974   |
| Đại tá Kyaw Soe BC 3526      |                                | Thành viên       | 2-3-1962 tới 2-3-1974   |
| Đại tá Saw Myint BC 3518     |                                | Thành viên       | 2-3-1962 tới 17-8-1964  |
| Đại tá Chit Myaing BC 3520   |                                | Thành viên       | 2-3-1962 tới 31-3-1964  |
| Đại tá Khin Nyo BC 3537      |                                | Thành viên       | 2-3-1962 tới 9-6-1965   |
| Đại tá Tan Yu Saing BC 5090  |                                | Thành viên       | 2-3-1962 tới 6-10-1970  |
| Đại tá Lun Tin BC 3610       | Tư lệnh Lữ đoàn Bộ binh số 7   | Thành viên       | 5-7-1962 tới 9-7-1971   |
| Đại tá Maung Lwin            |                                | Thành viên       | 12-9-1964 tới 2-3-1974  |
| Đại tá Tin Oo BC 3651        | Tư lệnh khu vực Tây Nam        | Thành viên       | 12-9-1964 tới 2-3-1974  |
| U Ba Nyein                   |                                | Thành viên       | 9-7-1971 tới 2-3-1974   |
| Maung Maung                  |                                | Thành viên       | 9-7-1971 tới 2-3-1974   |
| Mahn Thar Myaing             |                                | Thành viên       | 9-7-1971 tới 2-3-1974   |

Sau đó Miên Điện được quản lý bởi giới quân đội trong 12 năm, Đảng Cương lĩnh Xã hội Chủ nghĩa Miến Điện là đảng duy nhất, và thành viên đa phần là giới quân sự. Miến Điện trở thành nước xã hội chủ nghĩa. Quốc hiệu của Miến Điện giai đoạn này là Liên bang Miến Điện (1962-1974) và Cộng hòa Xã hội Chủ nghĩa Liên bang Miến Điện (1974-1988).

#### Đảo chính 1988
Trong thời gian diễn ra cuộc biểu tình 8888,Chủ tịch Đảng Cương lĩnh Xã hội chủ nghĩa Miến Điện Ne Win ra tuyên bố về việc đàn áp biểu tình trên đài truyền hình.
Sau đó các Sư đoàn Bộ binh hạng nhẹ như 22,33,44 được bố trí tại Yangoon chống lại quân biểu tình và Bang Karen.Ngày 8 tháng 8 năm 1988 Sư đoàn Bộ binh hạng nhẹ 22 nổ súng vào người biểu tình đã dẫn tới cuộc biểu tình lớn trên khắp cả nước.
Vào ngày 18 tháng 9 năm 1988,Lực lượng vũ trang dưới quyền của tướng Saw Maung đã thành lập Hội đồng Khôi phục Trật tự và Pháp luật Liên bang,bãi bỏ hiến pháp ban hành thiết quân luật.Tại thời điểm này quân đội chính thức kiểm soát cả nước.

## Học thuyết

### Giai đoạn đầu (thời kỳ chiến tranh giành độc lập /Nội chiến)
Học thuyết đầu tiên được phát triển và hình thành từ những năm 1950 để đối phó với các mối đe dọa từ các cường quốc từ bên ngoài và một cuộc tấn công bằng chiến tranh quy ước.Nhận thấy hiểm hoạ đối với an ninh quốc gia là bên ngoài hơn là đe doạ nội bộ.Hiểm hoạ nội bộ đối với an ninh quốc gia được quản lý thông qua lực lượng hỗn hợp và đảng phái chính trị. Trung tá Maung Maung phác thảo học thuyết quốc phòng dựa trên khái niệm cuộc chiến tranh với vũ khí thông thường, với sư đoàn bộ binh lớn, lữ đoàn thiết giáp, xe tăng và cơ giới hoá với sự huy động quần chúng cho nỗ lực tham chiến là yếu tố quan trọng của học thuyết. Mục tiêu là ngăn chặn các của xâm nhập vào biên giới ít nhất ba tháng, trong khi chờ lực lượng quốc tế tới, giống với hành động bằng can thiệp bằng lực lượng quốc tế của Liên Hợp Quốc trong chiến tranh Triều Tiên. Tuy nhiên, chiến lược thông thường theo khái niệm này của chiến tranh toàn diện bị suy yếu do thiếu sự chỉ huy và hệ thống kiểm soát, hệ thống hỗ trợ hậu cần chưa thích hợp, cơ sở kinh tế và tổ chức dân quân tự vệ còn yếu kém.
Vào đầu 1950, trong khi Tatmadaw đã có thể tái khẳng định quyền kiểm soát hầu hết các phần của đất nước, lính Quốc Dân Đảng Trung Quốc (KMT) dưới quyền Tướng Li Mai, được hỗ trợ từ Hoa Kỳ, xâm lược Miến Điện và sử dụng biên giới của đất nước như bàn đạp để tấn công chống lại Cộng hòa Nhân dân Trung Hoa, do đó trở thành mối đe dọa từ bên ngoài đối với an ninh quốc gia và chủ quyền của Miến Điện. Học thuyết thời kỳ đầu đã được kiểm tra lần đầu tiên trong chiến dịch " Naga Naing " vào tháng 2 năm 1953 chống lại sự xâm lược của lực lượng KMT. Học thuyết không tính tới hậu cần và chính trị của KMT được Hoa Kỳ hỗ trợ vì vậy Tatmadaw đã dẫn tới sự thất bại.Sau đó lãnh đạo Tatmadaw cho rằng giới truyền thông quá mức là một phần cho sự thất bại của chiến dịch "Naga Naing"

### Giai đoạn thứ 2 (thời kỳ chống KMT xâm nhập /Đảng cương lĩnh xã hội chủ nghĩa Miến Điện (BSPP))
Mặc dù thất bị Tatmadaw tiếp tục sử dụng học thuyết đến năm 1960.Học thuyết liên tục sửa đổi thông qua sự xâm nhập của KMT và đạt được thành công chống KMT trong giữa và cuối những năm 1950.Tuy nhiên,học thuyết và chiến lược không còn phù hợp đến cuối những năm 50 khi phiến quân và quân KMT thay đổi chiến lược và chiến thuật bằng cách tấn công du kích.Hội nghị hằng năm sĩ quan Tatmadaw (COs) năm 1958,Đại tá Kyi Win đệ trình lên một học thuyết mới.Dựa theo báo cáo của Kyi Win,Tatmadaw phát triển và hình thành một học thuyết mới phù hợp hơn trong cuộc chiến chống quân nổi loạn.
Học thuyết thứ 2 là để đàn áp quân nổi dậy và sử dụng chiến tranh nhân dân,nhận thức mối đe dọa đến từ bên ngoài.Trong giai đoạn này,quan hệ bên ngoài về các vấn đề trong nội bộ và sự đe dọa trực tiếp đã được giảm thiểu bằng chính sách đối ngoại cô lập.Đó là tầm nhìn chung của các sĩ quan chỉ huy khi tình trạng nổi loạn chấm dứt, sự can thiệp nước ngoài sẽ xảy ra, do đó chống nổi dậy trở thành cốt lõi của học thuyết và chiến lược quân sự mới.Bắt đầu vào năm 1961, Ban Hội đồng quá trình huấn luyện quân sự phụ trách nghiên cứu cho hoạch định quốc phòng, học thuyết quân sự và chiến lược cho cả đe doạ nội bộ bên trong lẫn bên ngoài. Điều này bao gồm các ý kiến về tình hình chính trị của quốc tế và trong nước, nghiên cứu về sự xảy ra các cuộc xung đột, tập hợp các thông tin lập kế hoạch chiến lược và định rõ đường cuộc xâm lược của ngoại bang. Vào năm 1962, như một phần của việc hoạch định học thuyết quân sự mới, nguyên tắc chiến tranh chống du kích được tóm lược và chống nổi dậy - các khoá huấn luyện được chuyển giao kế hoạch tại các trường đào tạo.  Học thuyết mới sắp xếp ba kẻ thù tiềm năng bao gồm quân nổi dậy trong nội bộ, kẻ thù lịch sử với sức mạnh tương đương(tức Thái Lan), và quân xâm lược với vũ khí mạnh hơn. Trong việc đàn áp quân nổi loạn, Tatmadaw phải được huấn luyện để tiến hành cho sự thâm nhập từ tầm xa với chiến thuật liên tục tìm kiếm và tiêu diệt. Trinh sát, phục kích và ngày đêm tấn công và khả năng tấn công cùng với chiến thắng cả tâm trí là bộ phận quan trọng chiến tranh chống du kích.Để chiến thắng lịch sử với kẻ thù có sức mạnh tương đương, Tatmadaw áp dụng đánh nhau bằng chiến tranh với vũ khí thông thường và chiến lược chiến tranh toàn diện, không để mất lãnh thổ vào tay kẻ địch.Đối với kẻ thù có sức mạnh hơn và quân xâm lược nước ngoài, Tatmadaw áp dụng chiến tranh toàn diện với tất cả mọi người dân, và đặc biệt tập trung vào chiến lược du kích.
Để chuẩn bị cho học thuyết mới,Chuẩn tướng Sanyu,Phó tham mưu trưởng đã gửi một phái đoàn do Trung tá Thura Tun Tin dẫn đầu đến Thụy Sĩ,Nam Tư,Tiệp Khắc và Đông Đức vào tháng 7 năm 1964 để nghiên cứu cơ cấu tổ chức,vũ khí,đào tạo,tổ chức lãnh thổ và chiến lược đối với lực lượng dân quân. Một nhó nghiên cứu cũng được thành lập tại Văn phòng Bộ Tổng Tham mưu để nghiên cứu khả năng phòng thủ và đội hình lực lượng dân quân của các nước láng giềng.
Học thuyết mới về chiến tranh nhân dân và chiến lược chống du kích của quân nổi dậy,chiến lược chiến tranh du kích chống quân xâm lược nước ngoài,được thiết kế thích hợp cho Miến Điện. Học thuyết bắt nguồn từ các quốc gia độc lập và chính sách đối ngoại chủ động,chính sách quốc phòng toàn dân,bản chất được nhìn nhận từ mối đe dọa địa lý tài nguyên, quy mô dân số so với các quốc gia láng giềng,nền kinh tế,lịch sử và chính trị.Học thuyết dựa vào "ba toàn bộ":dân số,thời gian,không gian (du-thone-du) và "bốn sức mạnh":nhân lực,vật chất,thời gian và tinh thần (Panama-lay-yat).Học thuyết đã không phát triển khái niệm về khả năng phủ nhận hoặc phản công chiến lược.Gần như dựa hoàn toàn vào chiến tranh cường độ thấp,như là chiến lược du kích để chống lại bất cứ hình thức xâm lược của ngoại bang.Chiến lược chống nổi dậy tổng thể bao gồm không những loại trừ người nổi loạn và cơ sở hỗ trợ của họ với chiến lược " bốn cắt ", mà còn xây dựng và chỉ định " vùng trắng " và " vùng đen " nữa.
Vào tháng 4 năm 1968, Tatmadaw giới thiệu chương trình đào tạo chiến tranh đặc biệt tại "Trung tâm chỉ huy đào tạo" tại các chỉ huy khác nhau trong khu vực.Chiến thuật chiến tranh chống du kích được giảng dạy tại các trường dạy lực lượng tác chiến và cơ sở đào tạo khác,đặc biệt nhấn mạnh về phục kích và phản kích, chiến thuật vũ khí và chống nổi dậy, sáng kiến trận chiến cá nhân chiến thuật độc lập, chiến thuật biệt kích, và trinh sát. Hoạt động cấp tiểu đoàn cũng được chuyên dùng trong khu vực quân sự Tây Nam. Học thuyết quân sự mới được chính thức thông qua tại đại hội Đảng đầu tiên của BSPP vào năm 1971. BSPP đặt ra chỉ thị cho "hoàn toàn tiêu diệt quân nổi dậy là một trong những nhiệm vụ quốc phòng, an ninh quốc gia "và kêu gọi" thanh lý quân nổi dậy thông qua sức mạnh của người lao động là mục tiêu trước mắt ". Học thuyết này đảm bảo vai trò của Tatmadaw ở trung tâm của hoạch định chính sách quốc gia.
Trong suốt thời kỳ BSPP, học thuyết chiến tranh tổng hợp nhân dân đã được áp dụng trong các hoạt động chống quân nổi dậy, trong thời gian này Miến Điện đã không gặp phải bất kỳ cuộc xâm lược trực tiếp nào từ nước ngoài. Năm 1985, Trung tướng Saw Maung, Phó Tham mưu trưởng của Tatmadaw nhắc nhở chỉ huy của mình trong bài phát biểu của mình tại Cao đẳng Tư lệnh và Tham mưu:
| “ | Tại Miến Điện với dân số gần 35 triệu người trong khi lực lượng vũ trang chỉ có khoảng 200 nghìn người.Xét về tỷ lệ chỉ chiếm khoảng 0,01 %. Chúng ta không thể bảo vệ đất nước với chỉ từng này quân... Vì vậy, những gì chúng ta phải làm khi có xâm lược là vận động nhân dân theo quy định của học thuyết "chiến tranh tổng hợp nhân dân". Để bảo vệ đất nước khỏi những kẻ xâm lược, toàn dân phải tham gia hỗ trợ chiến tranh từ người phát lệnh chiến tranh. | ” |

### Giai đoạn thứ 3 (thời kỳ Hội đồng Khôi phục Trật tự và Pháp luật Liên bang /Hội đồng Hòa bình và Phát triển Liên bang)
Giai đoạn thứ 3 phát triển học thuyết của lực lượng vũ trang Myanmar được đưa ra sau khi quân đội tiến hành đảo chính và thành lập Hội đồng Khôi phục Trật tự và Pháp luật Liên bang (SLORC) vào tháng 9 năm 1988 như một phần hiện đại hóa quân đội Myanmar.Sự phát triển phản ánh những vấn đề nhạy cảm về cuộc xâm lược trực tiếp của nước ngoài hoặc xâm lược do ủy nhiệm nhà nước trong những năm loạn lạc vào cuối những năm 1980 và đầu những năm 1990, ví dụ như: sự hiện diện trái phép của Tàu sân bay Mỹ bên trong lãnh hải suốt năm 1988 trong thời gian biểu tình chính trị như là bằng chứng xâm phạm chủ quyền của Myanmar.Ngoài ra giới lãnh đạo của Tatmadaw cũng lo ngại rằng các cường quốc có thể lợi dụng quân phiến loạn để gây sức ép về chính trị và căng thẳng trong nước. Nhận thấy mối đe dọa mới này,chưa kể đến sự cô lập về ngoại giao,đứng đầu tatmadaw các nhà lãnh đạo xem xét khả năng phòng thủ và học thuyết của Tatmadaw.
Giai đoạn thứ 3 nguy cơ đe dọa từ các quốc gia bên ngoài ở mức độ thấp hơn,vì vậy chiến lược quốc phòng toàn dân không còn phù hợp.Giới lãnh đạo quân sự mới tiêu diệt được 17 nhóm nổi dậy,"trở lại khuôn khổ luật pháp" trong thập kỷ giảm đáng kể được mối đe dọa an ninh trong nước,ít nhất trong ngắn hạn và trung hạn,cho dù nhận thức về khả năng đe dọa trong nước, như tiếp tục vi phạm nhân quyền, đàn áp tôn giáo và thanh trừng sắc tộc vẫn còn cao.
Theo chính sách,vai trò của Tatmadaw được định nghĩa là một đội quân hiện đại,mạnh mẽ và có khả năng tác chiến cao.Kể từ khi thành lập Tatmadaw đã khôi phục duy trì an ninh nội bộ và tiêu diệt các cuộc nổi dậy. Đó là nền tảng " đa phương diện " chính sách quốc phòng của Tatmadaw đã được trình bày học thuyết và chiến lược quân sự của nó có thể được diễn giải là phòng thủ theo chiều sâu.  Nó chịu ảnh hưởng của một số yếu tố như là lịch sử, địa lý, văn hoá, nền kinh tế và ý thức các mối đe doạ. Tatmadaw đã phát triển chiến lược ' quốc phòng chủ động ' dựa trên chiến tranh du kích với khả năng quân sự thông thường hạn chế, được thiết kế để đối phó với các cuộc xung đột cường độ thấp từ bên ngoài và bên trong, đe doạ an ninh nhà nước. Chiến lược này, tiết lộ trong bài tập dịch vụ kết hợp, được dựa trên hệ thống phòng thủ tổng hợp toàn dân, nơi lực lượng vũ trang cung cấp phòng tuyến đầu tiên,đào tạo và lãnh đạo trong của nhà nước trong vấn đề quốc phòng.  Nó được thiết kế để ngăn cản quân xâm lược tiềm năng bằng sự hiểu biết rằng thất bại của lực lượng thường trực Tatmadaw trong cuộc chiến tranh với vũ khí thông thường sẽ được theo sau bằng chiến tranh du kích kéo dài trong khu vực chiếm đóng do lực lượng dân quân và phân tán quân đội sẽ dẫn tới sự suy yếu lực lượng xâm lược, cả thể chất và tinh thần,dẫn tới sự phản công quy mô. Nếu chiến lược thông thường không thành công thì Tatmadaw và lực lượng phụ của nó sẽ sử dụng khái niệm chiến lược của Mao Trạch Đông là " phòng thủ chiến lược ", " bế tắc chiến lược " và "tấn công chiến lược".
Trong suốt thập kỷ vừa qua, một loạt chương trình hiện đại hoá được tiến hành, Tatmadaw đã phát triển và đầu tư quyền kiểm soát tốt hơn, quản lý, Thông tin và hệ thống tình báo;tình báo ngay lập tức; hệ thống phòng không ghê gớm; và hệ thống cảnh báo sớm cho "chiến lược kiếm chế" và học thuyết "quốc phòng toàn dân".

## Tổ chức chỉ huy và cấu trúc kiểm soát

### Trước năm 1988
Mệnh lệnh tổng thể của Tatmadaw (lực lượng vũ trang) thuộc về sĩ quan quân đội cao cấp nhất của quốc gia, đại tướng, người hoạt động đồng thời như Bộ trưởng quốc phòng và Tham mưu trưởng các quân chủng. Do đó, ông thực hiện việc điều khiển hoạt động tối cao đối với cả ba quân chủng, dưới sự chỉ đạo của Tổng thống, Hội đồng Nhà nước và Hội đồng Bộ trưởng. Cũng có Hội đồng An ninh Quốc gia hoạt động trong vai trò cố vấn. Bộ trưởng Quốc phòng kiêm Tổng Tham mưu trưởng Quân chủng thực hiện việc kiểm soát các lực lượng vũ trang hàng ngày và với sự hỗ trợ của bằng ba phó Tổng Tham mưu trưởng, một trong số đó là lục quân, hải quân và không quân. Những sĩ quan này cũng đã từng là Thứ trưởng Bộ Quốc phòng và chỉ huy các Quân chủng tương ứng. Tất cả họ đều có trụ sở tại Bộ Quốc phòng (Kakweyay Wungyi Htana) tại Rangoon/Yangon. Nó phục vụ như là một bộ của chính phủ cũng như trụ sở hoạt động quân sự chung.
Bộ Tổng tham mưu trong Bộ quốc phòng bao gồm ba chi nhánh lớn, lục quân, hải quân và không quân, cùng với một số phòng ban độc lập. Văn phòng Lục quân có ba bộ phận chính; Bộ Tổng tham mưu (G) giám sát các chiến dịch, Tổng bộ Quân vụ (A) và Tổng cục hậu cần (Q). Bộ Tổng tham mưu bao gồm hai Phòng Hành động Đặc biệt (BSO), được thành lập vào tháng 4 năm 1978 và tháng 6 năm 1979.
BSO tương tự "Tập đoàn quân" trong quân đội Phương Tây, các đơn vị cấp cao được hình thành để quản lý các mặt trận khác nhau của các chiến dịch quân sự. Họ chịu trách nhiệm tổng thể và sự phối hợp của Bộ Tư lệnh Quân khu (RMC) với BSO-1 bao gồm Bộ Tư lệnh Bắc Miến (NC), Bộ Tư lệnh Đông Bắc Miến (NEC), Bộ Tư lệnh Tây Bắc Miến (NWC), Bộ Tư lệnh Tây Miến (WC) và Bộ Tư lệnh Đông Miến (EC). BSO-2 chịu trách nhiệm Bộ Tư lệnh Đông Nam Miến (SEC), Bộ Tư lệnh Tây Nam Miến (SWC), Bộ Tư lệnh Tây Miến (WC) và Bộ Tư lệnh Trung ương (CC).
Các Sư đoàn Bộ binh hạng nhẹ cơ động tinh nhuệ của Lục quân (LID) được quản lý riêng biệt dưới sự chỉ huy của một đại tá. Dưới Bộ Tổng Tham mưu, cũng có một số ban tương ứng với các quân đoàn hoạt động trong Lục quân, như Tình báo, Liên lạc, Huấn luyện, Thiết giáp và Pháo binh. Tổng bộ Quân vụ chịu trách nhiệm về quân vụ, cục Quân y và Tư lệnh Hiến binh. Tổng cục hậu cần bao gồm Hậu cần vận tải, Kỹ thuật quân sự, Kỹ thuật Điện và Cơ khí, Công binh Quân sự.
Văn phòng hải quân và không quân trong Bộ được lãnh đạo bởi phó Tổng Tham mưu trưởng với Quân chủng tương ứng. Mỗi người đều được phải đạt cấp đại tá. Tất cả các sĩ quan này đều chịu trách nhiệm về việc quản lý tổng thể các căn cứ không quân và hải quân khác nhau trên khắp đất nước, và các chức năng hành chính bao quát hơn như là tuyển dụng và huấn luyện.
Bộ chỉ huy hoạt động trong lĩnh vực này được thực hiện thông qua khuôn khổ của các Bộ Tư lệnh Quân khu (RMC), ranh giới tương ứng với Bảy bang và Bảy Sư đoàn. Các Tư lệnh Quân khu, đều là các sĩ quan quân đội cấp cao, thường là cấp Chuẩn tướng, đều chịu trách nhiệm cho việc tiến hành các hoạt động quân sự trong các khu vực của mình tại RMC. Tùy theo quy mô của RMC và các yêu cầu hoạt động của nó, các Tư lệnh Quân khu có toàn quyền sử dụng ít nhất là 10 tiểu đoàn bộ binh (Kha La Ya).

### 1988-2005

Cơ cấu tổ chức Tatmadaw năm 2000.

Cơ cấu tổ chức và chỉ huy quân đội đã thay đổi đáng kể sau cuộc đảo chính quân sự năm 1988. Năm 1990, sĩ quan quân đội cao cấp nhất của đất nước này trở thành Thống tướng (tương đương với vị trí nguyên soái của quân đội phương Tây) và giữ các vị trí như Chủ tịch Hội đồng Hòa bình và Phát triển Liên bang (SLORC), Thủ tướng Chính phủ và Bộ trưởng Quốc phòng, cũng như được bổ nhiệm làm Tư lệnh các Quân chủng. Quân đội đã thực hiện cả việc kiểm soát chính trị và hoạt động đối với cả nước và lực lượng vũ trang.
Từ năm 1989, mỗi Quân chủng đều có Tổng Tư lệnh và Tham mưu trưởng riêng. Tổng Tư lệnh Lục quân hiện nay được nâng lên cấp đại tướng (Bo gyoke Kyii) và cũng giữ chức vụ Phó Tổng Tư lệnh các Lực lượng vũ trang. Tổng Tư lệnh của Không quân và Hải quân nắm giữ tương đương với cấp trung tướng, trong khi cả ba Tham mưu trưởng quân chủng được nâng cấp lên cấp thiếu tướng. Tư lệnh phòng Hành động Đặc biệt (BSO), Chủ nhiệm Tổng bộ Quân vụ, Tổng cục hậu cần, Giám đốc Cơ quan Tình báo Quốc phòng (DDSI) cũng được nâng cấp lên cấp trung tướng. Việc tổ chức lại lực lượng vũ trang sau năm 1988 đã dẫn đến việc nâng cấp hai cấp bậc của hầu hết các vị trí sĩ quan cao cấp.
Một cơ cấu chỉ huy mới đã được đưa ra ở cấp Bộ Quốc phòng vào năm 2002. Vị trí quan trọng nhất được tạo ra là Tổng Tham mưu trưởng Liên quân (Lục quân, Hải quân, Không quân) chỉ huy Tổng Tư lệnh Hải quân và Không quân.
Văn phòng Nghiên cứu Chiến lược (OSS, hoặc Sit Maha Byuha Leilaryay Htana) được thành lập vào khoảng năm 1994 và chịu trách nhiệm xây dựng các chính sách quốc phòng, và hoạch định và học thuyết của Tatmadaw. OSS thuộc quyền chỉ huy của Trung tướng Khin Nyunt, người cũng là Giám đốc Cơ quan Tình báo Quốc phòng (DDSI). Các Tư lệnh Quân khu (RMC) và Sư đoàn Bộ binh hạng nhẹ (LID) cũng được tổ chức lại, và LID hiện chịu trách nhiệm trực tiếp với Tổng Tư lệnh Lục quân.
Một số trụ sở chỉ huy cấp dưới mới được thành lập để đáp ứng sự tăng trưởng và tái tổ chức của Lục quân. Các đơn vị này bao gồm các Tư lệnh Chiến Khu (ROC, hoặc Da Ka Sa), các đơn vị trực thuộc RMCs, và Tư lệnh Quân chiến (MOC, hay Sa Ka Kha), tương đương với các sư đoàn bộ binh phương Tây.
Tham mưu trưởng Lục quân vẫn tiếp tục kiểm soát các Binh chủng và Ban Tình báo, Pháo binh, Thiết giáp, Công nghiệp Quốc phòng, An ninh Điện báo, Đối ngoại và Chiến tranh Tâm lý, Kỹ thuật quân sự (lĩnh vực), Dân binh và Bộ đội Biên phòng, Cơ quan Dịch vụ Quốc phòng (DDSC), Bảo tàng Quốc phòng và Viện Nghiên cứu Lịch sử.
Dưới chức vụ Tổng bộ Quân vụ, có ba Binh chủng và Ban Quân y, Tái định cư và Tư lệnh Hiến binh. Dưới Tổng cục hậu cần là các Binh chủng và Ban Hậu cần vận tải, Kỹ thuật quân sự, Kỹ thuật Điện và Cơ khí, Công binh Quân sự.
Một bộ phận độc lập khác trong Bộ Quốc phòng là Chánh án Tòa án Tối cao, Tổng Thanh tra, Tổng tham mưu Quân sự, Tổng cục Hải quan, Trung tâm Kiểm toán Quân sự, và Tư lệnh Dã chiến.